# Une femme douce
Une femme douce és una pel·lícula de tragèdia francesa del 1969 dirigida per Robert Bresson. És la primera pel·lícula de Bresson en color, i adaptada de narració curta de Fiódor Dostoievski del 1876 "La submisa" (rus: Кроткая). La pel·lícula està ambientada al París contemporani.
La tragèdia es caracteritza pel conegut estil ascètic de Bresson, sense seqüències dinàmiques ni expressions experimentades i excessives d'actors professionals. Dominique Sanda, que interpreta la "dona gentil" titular, va debutar a la pel·lícula, iniciant la seva carrera com a actriu. Bresson la va triar justament arran de la seva primera prova de veu.
Tot i que la pel·lícula aplica un rerefons de París dels anys seixanta, com ara el Museu Nacional d'Història Natural i el Musée National d'Art Moderne, el seu tema s'adhereix estretament a la novel·la.
Posteriorment Bresson va fer una altra adaptació de Dostoievski, la seva següent pel·lícula Quatre nuits d'un rêveur (Quatre nits d'un somiador) (1971) basada en Les nits blanques.

## Sinopsi
La pel·lícula comença amb un mocador que cau, que ens porta al cos mort d'una jove al carrer. A les escenes posteriors, entenem que la jove era Elle (Dominique Sanda), que va sortir del balcó del seu apartament parisenc, submergint-se fins a la seva mort. Per què ho ha fet? Quan el seu marit distret, Luc (Guy Frangin), mira el seu cos mort i explora el que la va portar a matar-se en una xerrada amb la criada, la imatge recorre la seva vida junts amb flashbacks. Elle és una criatura gentil, mansa, somiadora i reflexiva. Coneix Luc, que la persegueix amb passió. Es casen, però el partit mai sembla correcte. La història revela la seva desesperada i desesperant manca de comunicació. Tot i que intenten diverses diversions (teatre, televisió, pel·lícules), aquests són un respir de moment per a tots dos (per Elle més, així com veiem amb el seu interès per Hamlet, que es reprodueix en una escena estesa). El seu diàleg només aprofundeix el seu aïllament i la seva tristesa.

## Repartiment
- Dominique Sanda - Elle
- Guy Frangin - Luc, marit d'Elle
- Jeanne Lobre - Anna, la donzella

## Premis
- Conquilla de Plata al millor director al Festival Internacional de Cinema de Sant Sebastià 1969.[6]